# Ewbank da Câmara
Ewbank da Câmara är en kommun i Brasilien.   Den ligger i delstaten Minas Gerais, i den sydöstra delen av landet, 800 km sydost om huvudstaden Brasília. Antalet invånare är 3 752.
Omgivningarna runt Ewbank da Câmara är huvudsakligen savann. Runt Ewbank da Câmara är det tätbefolkat, med 636 invånare per kvadratkilometer.